# Holliday (Missouri)
Holliday és una població dels Estats Units a l'estat de Missouri. Segons el cens del 2000 tenia 129 habitants.

## Demografia
Segons el cens del 2000, Holliday tenia 129 habitants, 55 habitatges, i 39 famílies. La densitat de població era de 191,6 habitants per km².
Dels 55 habitatges en un 25,5% hi vivien nens de menys de 18 anys, en un 70,9% hi vivien parelles casades, en un 1,8% dones solteres, i en un 27,3% no eren unitats familiars. En el 25,5% dels habitatges hi vivien persones soles el 10,9% de les quals corresponia a persones de 65 anys o més que vivien soles. El nombre mitjà de persones vivint en cada habitatge era de 2,35 i el nombre mitjà de persones que vivien en cada família era de 2,8.
Per edats la població es repartia de la següent manera: un 19,4% tenia menys de 18 anys, un 8,5% entre 18 i 24, un 24,8% entre 25 i 44, un 33,3% de 45 a 60 i un 14% 65 anys o més.
L'edat mediana era de 44 anys. Per cada 100 dones de 18 o més anys hi havia 100 homes.
La renda mediana per habitatge era de 26.250 $ i la renda mediana per família de 34.375 $. Els homes tenien una renda mediana de 26.250 $ mentre que les dones 15.625 $. La renda per capita de la població era de 13.266 $. Entorn de l'11,1% de les famílies i el 15,3% de la població estaven per davall del llindar de pobresa.

## Poblacions més properes
El següent diagrama mostra les poblacions més properes.